# 新井秀徳
新井 秀徳 (あらい ひでのり、1957年? - ) は、日本の音響効果技師・サウンドクリエイター。兵庫県出身。JetSoundEngine所属。
代表作は、『Dr.スランプ アラレちゃん』、『ドラゴンボール』シリーズ、『ONE PIECE』など。

## 経歴
幼少期から父親の影響で様々な楽器に触れていたといい、ミュージシャンを目指していたものの中学生時に断念。絵や工作も好きだったことから、高校在学時はデザイン科を専攻した。
1975年に上京。大学卒業後は東映の美術部に就職が内定していたものの、初出社当日に大学のサークルの演奏会を優先した結果、解雇となる。後日、職を探していたところ、イシダサウンドプロダクションの求人に目が留まり「サウンド」の文字から「音楽関係の会社だろう」と思い面接に参加したが、実際はアニメの効果音を作る会社だったという。その後、採用されたことで同社へ入社。
初仕事は『キタキツネ物語』。『Dr.スランプ アラレちゃん』を担当して以降、東映アニメーション作品を中心に効果音技師として活動している。
長年、イシダサウンドプロダクション→フィズサウンドクリエイションに所属していた。2015年、松田昭彦、西村睦弘とともにJetSoundEngineへ移籍。

## 特色・人物
1970年代から活動するベテランであり、独特な効果音・サウンドは「新井ワールド」とも呼ばれることがある。
サウンド制作のポリシーは、「音楽に乗っかっても違和感のない音が出なければいけない」。変な不協和音にならず、絶対音感を持つ人が聞いても違和感のない音作りを目指しているという。また「子供に悪影響の出ない音」も目標にしているという。
効果音は自由に作っているとする一方で、「絵面に合っていないとイヤ」というタイプだという。
録音にはテープを用いるなど、アナログ派である。近年のパソコンなどデジタルで制作できる環境には「簡単すぎて、いじくり回しすぎるから全体が崩れてきたりしているというのを感じている」「ゼロから作ってないんだよね～。だからつぶしが効かへん」などと苦言を呈することがある。
趣味は音楽。ギターやウクレレ、バンジョーなど弦楽器を弾き、年に数回は仲間とライブハウスなどで演奏している。
後進に対しては「楽器弾けないとアカンやろな～」と、音楽の知識や感覚が必要だと話している。

## 主な担当作品
- Dr.スランプ アラレちゃん（CX）
- 愛の戦士レインボーマン（MBS-JNN）
- おちゃめ神物語コロコロポロン（CX）
- ななこSOS（CX）
- GU-GUガンモ（CX）
- ドラゴンボール シリーズ
  - ドラゴンボール（CX）
  - ドラゴンボールZ（CX）
  - ドラゴンボールGT（CX）
  - ドラゴンボール改（CX）※オリジナル版音響効果
  - ドラゴンボールDAIMA（CX）※オリジナルSEデザインとして参加、サウンドエフェクトは鷲尾健太郎が担当
- ボスコアドベンチャー（ytv）
- 仮面の忍者 赤影（NTV）
- アニメ80日間世界一周（ANB）
- つるピカハゲ丸くん（ANB）
- ダッシュ!四駆郎（TX）
- ガタピシ（ANB）
- 少年アシベシリーズ（TBS）
- ママは小学4年生（NTV）
- ミラクル☆ガールズ（NTV）
- どろろんぱっ!（ANB）
- カラオケ戦士マイク次郎（NHK）
- 超くせになりそう（NHK）
- スレイヤーズシリーズ （TX / 初期, NEXT, TRY）
- こちら葛飾区亀有公園前派出所 （CX）
- ドクタースランプ（CX）
- ロスト・ユニバース（TX）
- ONE PIECE（CX）※2015年12月より、所属社名が「JetSoundEngine」に変更
- 妖しのセレス（WOWOW）
- GUN FRONTIER ※クレジットでは、効果が大石幸平、整音が新井秀徳、と肩書きが入れ替わって誤表記。
- あたしンち（ANB→EX）
- フォーチュン・クエストL（MBS-JNN）
- 湘南純愛組! ※第1巻のみ担当
- 新あたしンち（ANIMAX）※2015年12月より、所属社が「JetSoundEngine」に変更後も所属社名は最終回まで「フィズサウンド」表記。

## 声の出演
サウンド制作に伴い、動物の鳴き声などを担当することがある。
- Dr.スランプ アラレちゃん（猫、蛇、他多数）
- ペンギンズ・メモリー 幸福物語（婆さん）※ノンクレジット[2]
- ドラゴンボール（大猿）
- ONE PIECE（クラーケン＜スルメ＞）